# Università di Jyväskylä

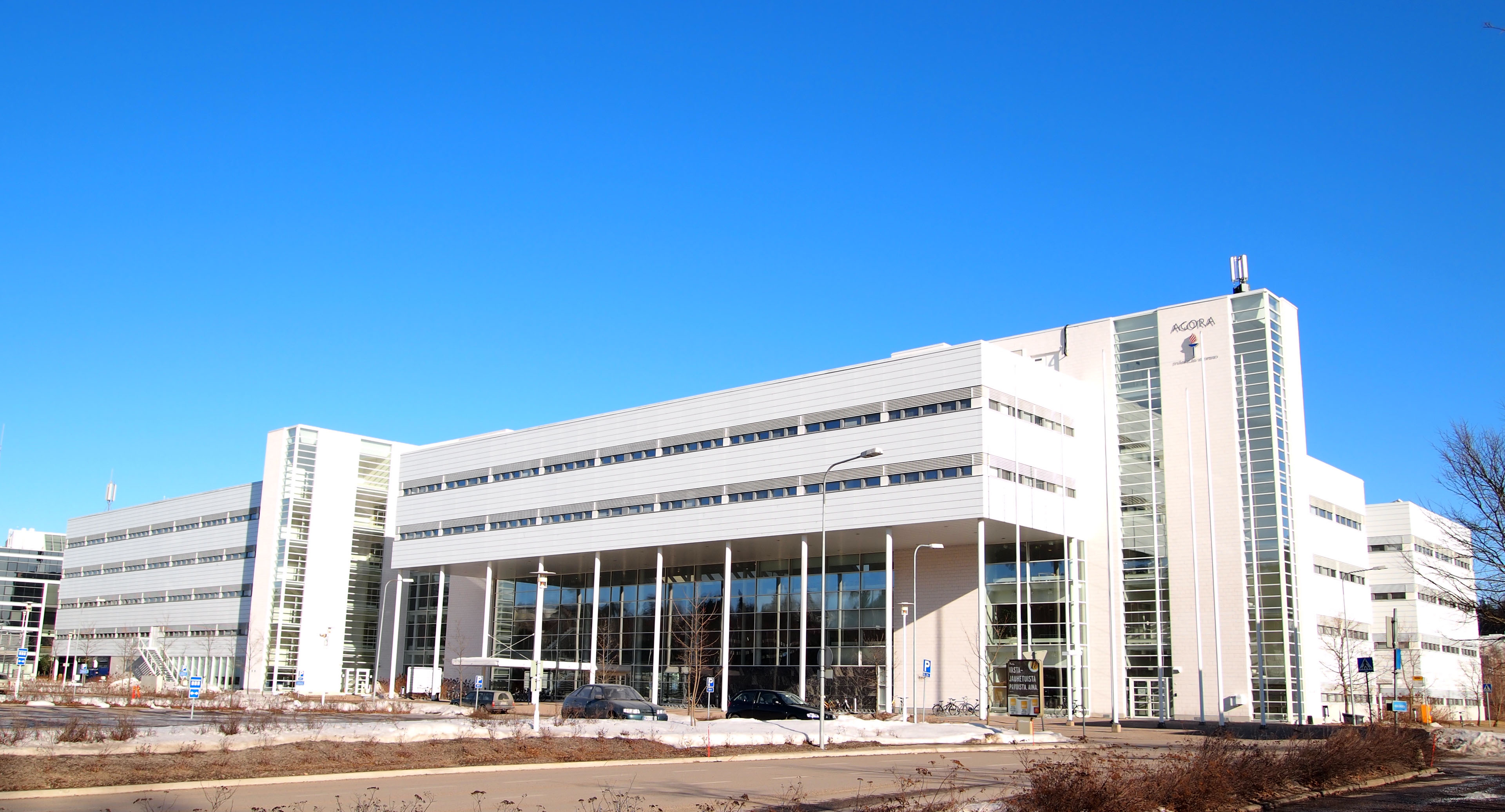
Palazzo Agorà

L'Università di Jyväskylä (in finlandese Jyväskylän yliopisto) è l'università che si trova a Jyväskylä.

## Storia
Fu fondata nel 1863, ed oggi è la seconda università più grande della Finlandia. Nel Paese, è una delle università più celebri e ammette solo uno studente su sette. È dotata di 8 centri di eccellenza nominati dalla Accademia Finlandese, fra cui l'unico laboratorio nazionale di fisica nucleare finlandese, dotato di due ciclotroni.
Nel 2021 il campus Seminaarinmäki ha ottenuto il Marchio del patrimonio europeo.

## Organizzazione
L'università è divisa in 7 facoltà:
- Facoltà umanistica
- Facoltà di Informatica
- Facoltà di scienze della formazione
- Facoltà di Sport e Medicina
- Facoltà di Matematica e Scienze
- Scuola di Business ed Economia
- Facoltà di scienze sociali